# Табунченко, Яков Митрофанович
Яков Митрофанович Табунченко (22 октября 1907, Николаев — 26 июня 1997, Москва) — советский военачальник, командир ряда зенитно-артиллерийских дивизий и корпусов ПВО, генерал-майор артиллерии.

## Биография
Родился 22 октября 1907 года в городе Николаев Херсонской губернии (ныне — Николаевской области Украины). Украинец.
На военной службе с августа 1921 года. Был принят воспитанником в 9-й авиаотряд в городе Симферополь (ныне — Республика Крым). С марта 1922 года находился в 5-м разведывательном авиаотряде в городе Харьков Украинской ССР (ныне — Украины), а затем с июля 1922 года служил посыльным в 14-м истребительном авиаотряде в городе Винница, с сентября 1922 года — помощником моториста в 8-м авиаотряде в городе Киев. В составе последнего убыл на Туркестанский фронт, где до мая 1923 года принимал участие в боях с басмачами. В мае 1923 года был командирован на учебу в школу авиамотористов в городе Петроград (в 1924—1991 годах — Ленинград, с 1991 года — Санкт-Петербург), однако зачислен курсантом не был (как несовершеннолетний) и оставлен в штабе этой школы. В июле 1923 года направлен в штаб Украинского военного округа (УВО) в город Харьков, где по прибытии назначен помощником моториста во 2-ю постоянную авиабазу. С октября 1923 года — курсант и отделенный командир в Украинской военно-подготовительной школе имени М. В. Фрунзе в городе Полтава Украинской ССР, которую окончил в 1927 году.
По окончании школы летом 1927 года направлен в Ленинград в школу авиатехников и механиков, однако уже в октябре того же года был отчислен по состоянию здоровья и направлен в Киевскую артиллерийскую школу, которую окончил в апреле 1930 года и направлен на курсы усовершенствования командного состава (КУКС) зенитной артиллерии в городе Севастополь. Вступил в ВКП(б)/КПСС.
По окончании КУКС в августе 1930 года назначен командиром взвода учебной батареи 121-го артиллерийского полка УВО в Севастополе. С октября 1931 по октябрь 1932 года — командир взвода учебной батареи в 7-м отдельном дивизионе ПВО УВО в городе Кременчуг. С октября 1932 по декабрь 1936 года — исполняющий должность командира батареи, командир и политрук учебной батареи 16-го полка ПВО в городе Запорожье. С декабря 1936 по май 1938 года — командир батареи курсантов в Севастопольском училище зенитной артиллерии. В 1938 году за успехи в боевой подготовке и в честь 20-й годовщины РККА был награжден орденом «Знак Почёта». С мая 1938 по ноябрь 1939 года находился в специальной командировке в Китае, за что был награждён орденом Красной Звезды и китайским орденом «Облака и Знамени».
По возвращении в СССР в феврале 1940 года был назначен командиром 18-го отдельного зенитного дивизиона 9-й кавалерийской дивизии Киевского особого военного округа (КОВО), которая накануне Великой Отечественной войны входила в состав 2-го кавалерийского корпуса КОВО под командованием генерал-майора П. А. Белова.
С началом Великой Отечественной войны дивизион под его командованием в составе того же корпуса Южного фронта принимал участие в Приграничном сражении на реке Прут (в районе города Оргеев), а затем в тяжёлых боях в районе города Шепетовка. В дальнейшем дивизия и корпус были переброшены на московское направление в состав Западного фронта и участвовали в битве под Москвой, в ликвидации прорыва танков 2-й немецкой танковой группы генерала X. Гудериана в районе города Кашира. В ноябре 1941 года за боевые отличия дивизия была преобразована во 2-ю гвардейскую кавалерийскую дивизию В одном из боев дивизион попал в окружение, однако капитан Табунченко сумел с боем вывести дивизион без потерь материальной части. За это приказом по войскам Западного фронта от 21 декабря 1941 года он был награждён орденом Красного Знамени.
В боях за город Сталиногорск (ныне — Новомосковск Тульской области) был тяжело ранен. По излечении в мае 1942 года убыл в распоряжение начальника отдела кадров зенитной артиллерии Западного фронта, где в июне того же года был назначен заместителем командира 1205-го зенитного артиллерийского полка ПВО в составе Московского фронта ПВО. С июня 1943 года — исполняющий должность командира, а сентября 1943 года — командир 63-й зенитно-артиллерийской дивизии малого калибра в составе Особой Московской армии ПВО Западного, а затем Центрального фронтов ПВО.
После войны в октябре 1945 года дивизия была переформирована в 1786-й зенитный артиллерийский полк малого калибра, а полковник Я. М. Табунченко утверждён его командиром. С апреля 1946 года — командир 1-й отдельной бригады ПВО и начальник пункта ПВО в городе Смоленск. По расформировании бригады осенью 1946 года вступил в командование 1183-м зенитным артиллерийским полком среднего калибра в Смоленске. В декабре 1948 года назначен заместителем командира 76-й зенитной артиллерийской дивизии и зачислен слушателем Высших академических артиллерийских курсов при Артиллерийской академии имени Ф. Э. Дзержинского. В октябре 1949 года с отличием окончил эти курсы и в ноябре того же года направлен в распоряжение Министра национальной обороны Польши на должность командира 9-й зенитной артиллерийской дивизии. С декабря 1952 года исполнял должность заместителя командующего войсками ПВО по артиллерии Войска польского. По возвращении в СССР в декабре 1953 года назначен командиром 78-й зенитной артиллерийской дивизии. С июня 1955 года — командир Северного корпуса ПВО, а по его расформировании в июне 1956 года назначен командиром Беломорского корпуса ПВО.
С сентября 1957 года генерал-майор артиллерии Я. М. Табунченко — в запасе.
Указом Президента Российской Федерации от 4 мая 1995 года за отличия в руководстве войсками при проведении боевых операций в период Великой Отечественной войны 1941—1945 годов награждён орденом Жукова.
Жил в Москве. Умер 26 июня 1997 года.
Воинские звания:
- старший лейтенант (1935);
- капитан (28.02.1938);
- майор (16.09.1941);
- подполковник (18.04.1942);
- полковник (16.05.1944);
- генерал-майор артиллерии (31.05.1954).

## Награды
- орден Жукова (04.05.1995[1])
- орден Ленина
- 3 ордена Красного Знамени (в т. ч. 22.12.1941[2]; 22.08.1944[3])
- орден Отечественной войны 1-й степени (11.03.1985) [4]
- орден Красной Звезды (22.02.1939)
- орден Знак Почёта (22.02.1938)
- медали СССР и Российской Федерации, в том числе «За оборону Москвы» [5]).